# Asesinato ritual
Los asesinatos rituales o los crímenes rituales han existido y todavía existen hoy y se cometen individualmente o colectivamente contra grupos minoritarios vulnerables; el albino, por ejemplo, constituye en África un grupo particularmente impactado y vulnerable.
Las acusaciones o cargos generalmente se atribuyen a minorías determinadas y socialmente rechazadas con acusaciones de asesinatos contra miembros del grupo mayoritario, con mayor frecuencia niños. Calumniando a quienes ella proclama como autores, provoca y justifica la opresión y la persecución. Sus proponentes aprovechan los secuestros que no se pudieron aclarar, accidentes y muertes y para explicarlos, proponen un chivo expiatorio. Tales actos no son solo el resultado de leyendas populares, arraigadas en la superstición, sino que, con el propósito de propaganda, también son construidas y cuidadosamente utilizadas por grupos de interés religiosos, políticos, regionales o locales y pueden adoptar la forma de una teoría de la conspiración. pogromos, linchamientos y asesinatos camuflados en juicios son a menudo el resultado. Un asesinato ritual debe distinguirse del sacrificio humano, este último perpetrado con la aprobación de la sociedad a diferencia del asesinato ritual, considerado como un crimen.

## Vista general
Los cargos de infanticidios ritual, sacrificio humano y canibalismo a menudo han sido planteados por diferentes pueblos y religiones de la Antigüedad contra minorías étnicas y minoría religiosa extranjeros, sea por xenofobia o para justificar Juicios.
A los ojos de los judíos, infanticidio y canibalismo caracterizaban a los pueblos extranjeros idólatras. En el Helenismo, educados griegos y romanos - acostumbrados a prácticas de infanticidio - reportaron contra el judaísmo rumores análogos, que luego se aplicaron al cristianismo. En contraste, en el siglo I, el historiador Tácito incluso describe como excéntrica la costumbre de los judíos de no querer eliminar a ningún infante.
En el cristianismo, los reproches similares se dirigieron primero a ciertas sectas como los gnósticos o cristianos heterodoxos como los montanistas. Hacia los judíos, el reproche se escuchó muy raramente en la Antigüedad tardía y luego, aludió al dogma ya establecido de deicidio de personas.
Es solo desde principios de la Edad Media que las acusaciones de asesinatos rituales se extendieron en la Europa dominada por la Iglesia Católica y luego se convirtieron en el elemento principal para perseguir otras convicciones religiosas: la mayoría de las veces judíos, también contra herejes y brujas. Más tarde algunos católicos también atribuían a protestantes y masones tales prácticas, y a los puritanos.

## Alegaciones y acusaciones

### Escándalo de las bacanales

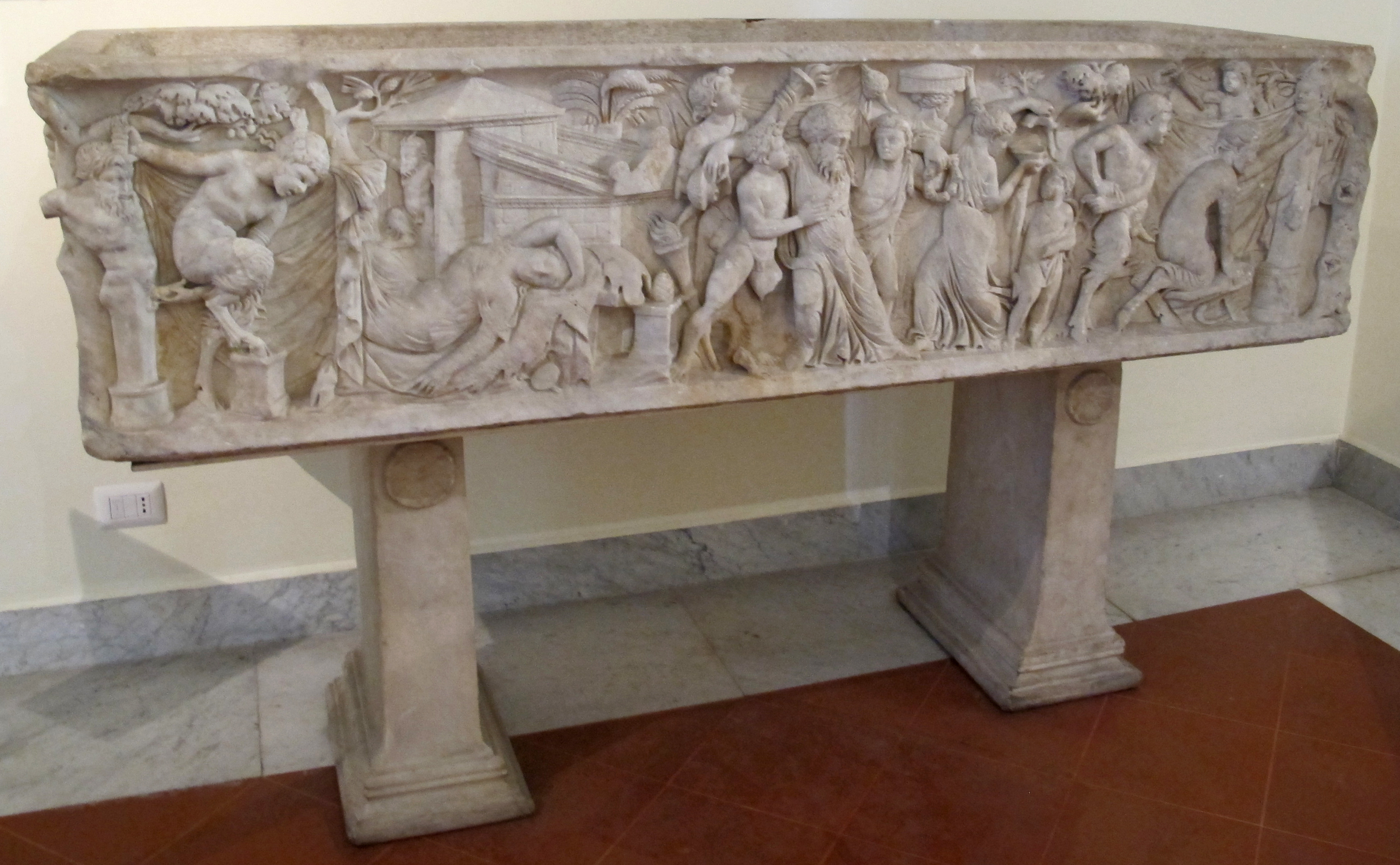
Bacanales sobre un sarcófago.

En la antigua Roma, en 186 a. C., el escándalo de las bacanales revela que durante el culto, las bacantes consumen la carne cruda de las víctimas, siendo el modelo de los sacrificios dionisíacos el canibalismo, y grandes cantidades de vino. De este modo, buscan alcanzar un estado de trance, ser poseídos por la divinidad (Baco o Dioniso) e identificarse con él por algún tiempo.

### Cargos contra los judíos

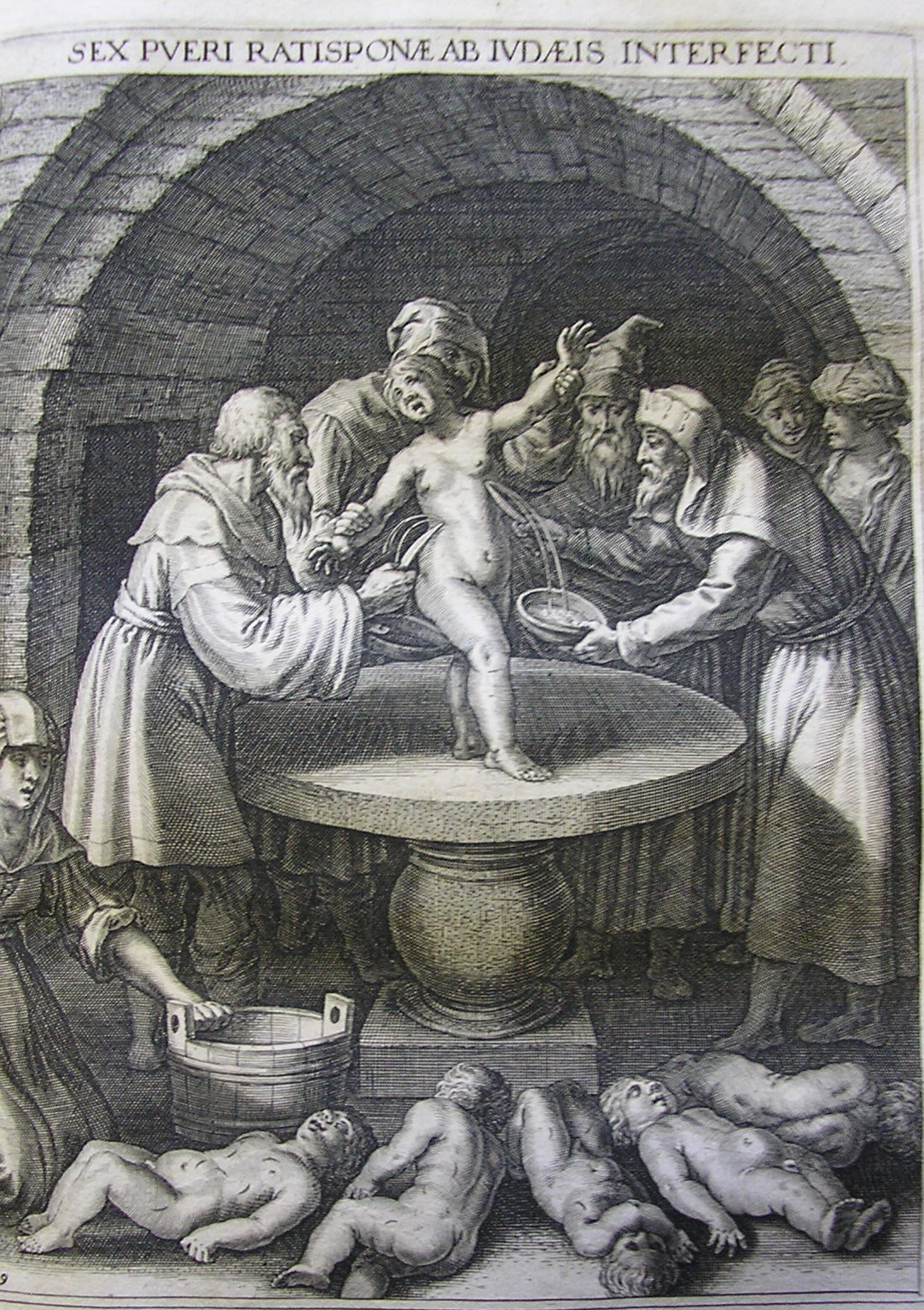
Representación del crimen ritual por judíos, grabado en cobre, Ratisbona (Alemania), 1627.

El reproche del asesinato ritual que los cristianos dirigieron a los judíos se desarrolló en el siglo XII. La supuesta sed de sangre de niños cristianos que los judíos habrían necesitado para su  matzoth  en Pesaj (Pascua) para usarla para su medicina o su magia, será uno de los estereotipos más tenaces del antijudaísmo cristiano. Tales cargos fueron con frecuencia fatales para los acusados, sus familias y su comunidad.
En 2007, el historiador israelí Ariel Toaff escribió un libro que plantea la posibilidad de que los judíos acusados del asesinato de Simón de Trento en 1475 fueran culpables. Pero lo negó muy rápidamente. Además, una refutación meticulosa que incluye entrevistas con varios académicos italianos apareció sobre este tema, el 11 de febrero de 2007 en el periódico italiano " Corriere della Sera" .

### Caza de brujas

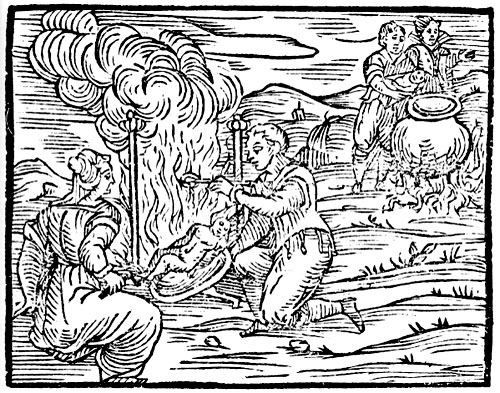
Brujas cocinando niños - tomado de Compedium maleficarum por Francesco Maria Guazzo, 1608.

En el siglo XV, se levantaron acusaciones de asesinatos rituales contra mujeres y hombres acusados de practicar "brujería". Fueron acusados de prácticas que la inquisición eclesiástica había atribuido desde el siglo XIII a los cátaros y valdenses y "confirmados" en los interrogatorios bajo tortura: reuniones nocturnas orgiásticas con culto al diablo (Satanismo) o rituales de homenaje al mal o a los espíritus, y niños como víctimas. Después de que solo se hayan presentado algunas quejas contra sospechosos como magos hasta el momento, se aceptó la presencia de una amenaza en forma de secta con prácticas como la "magia negra" que "acepta y practica secretamente para destruir el cristianismo, implantándose motivos como el "Sábado de brujas" (sabbat), la "Sinagoga" (nombre para la danza de las brujas en tales reuniones) y asesinatos rituales originados en la antigüedad de las ideas del antijudaísmo.
El patrón de los cargos fue muy similar en toda Europa. Por ejemplo, alrededor de 1431, la crónica de Hans Fründ de Lucerna describe las circunstancias que rodearon la persecución de las brujas en el Valais, enumerando por primera vez lo que se suponía que hacían las brujas en el sabbat: pacto con el diablo, vuelo aéreo, producción y uso de ungüentos brujeriles, banquete orgiástico con comida robada, daño mágico, asesinato ritual de niños y canibalismo.

### Satanismo

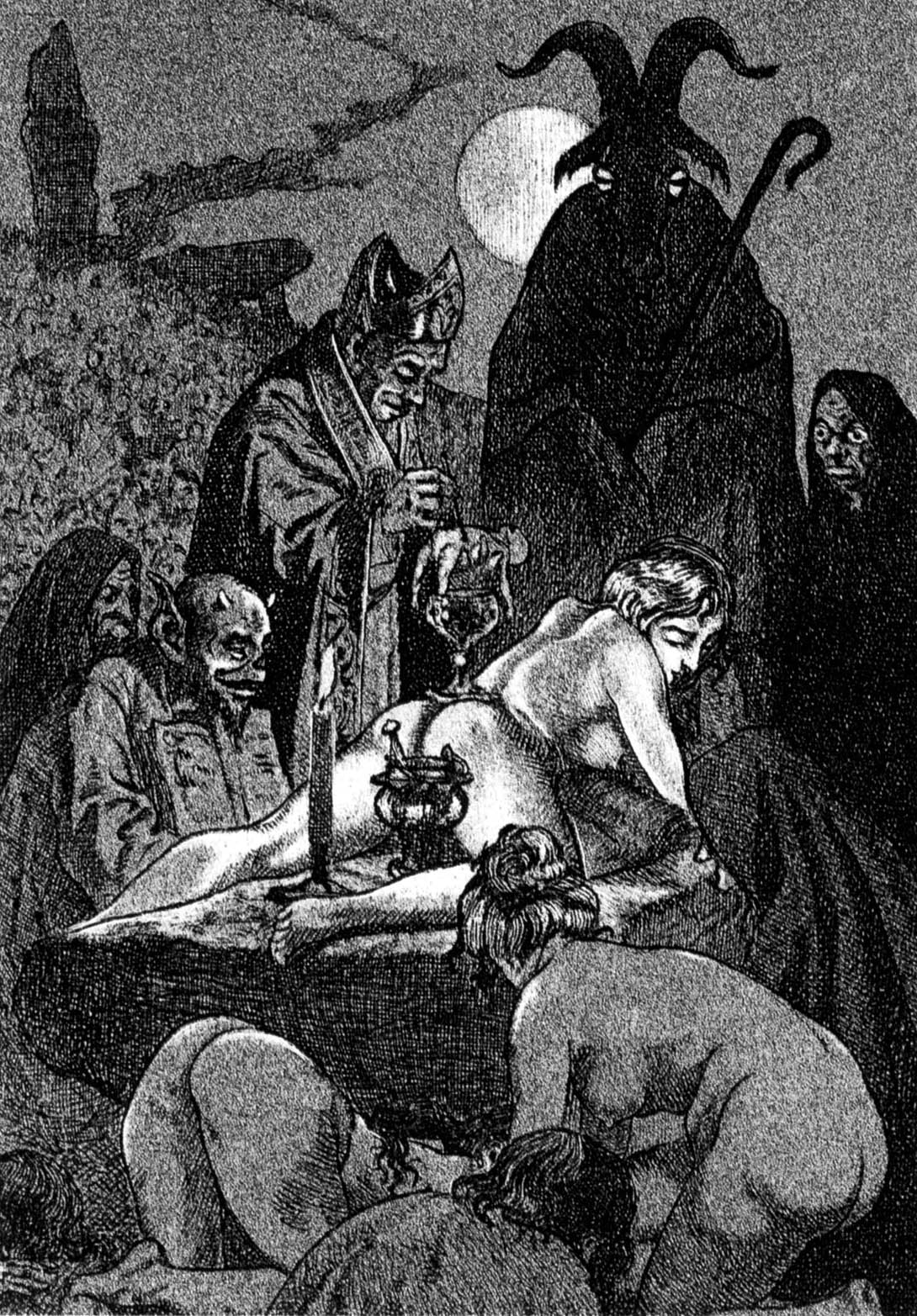
Misa negra con asesinato ritual de un niño, dibujo de Martin van Maële aparecido en la edición de 1911 de La Sorcière de Jules Michelet.

El descubrimiento del Abuso ritual satánico también dio lugar a cargos de asesinato ritual y sacrificio humano durante misas negras, como en el caso de los demonios de la región de Baja Módena (Italia).
Las escrituras de la Orden de los Nueve Ángulos toleran e incluso fomentan el sacrificio humano/asesinato ritual, nombrando a sus víctimas como opfers.

### Ocultismo y espiritismo

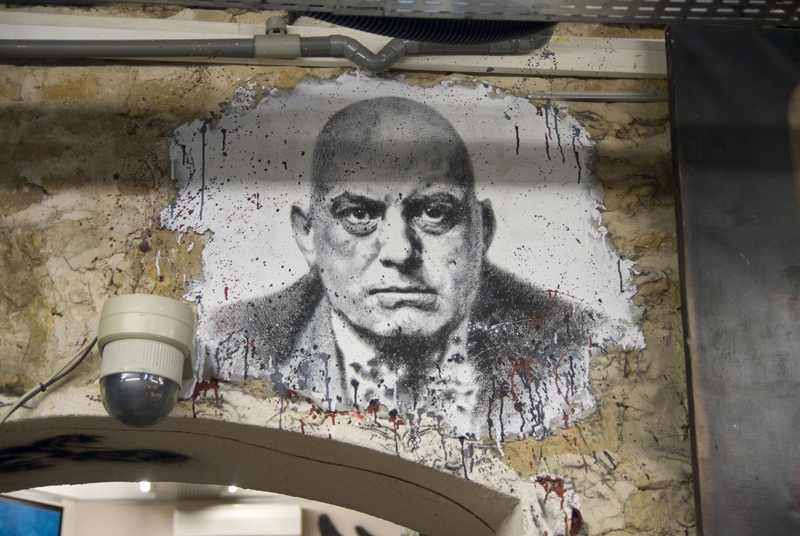
Pintura de Aleister Crowley

Aleister Crowley ha sido acusado de promover el asesinato.ritual en sus libros.
En Quebec en 2011, un caso de sudoración ritual en un ambiente sectario y espiritista, que provocó la muerte de la víctima por hipertermia, ha sido calificado como un crimen ritual por algunos testigos.

### Asesinato del zar Nicolás II y la familia imperial rusa

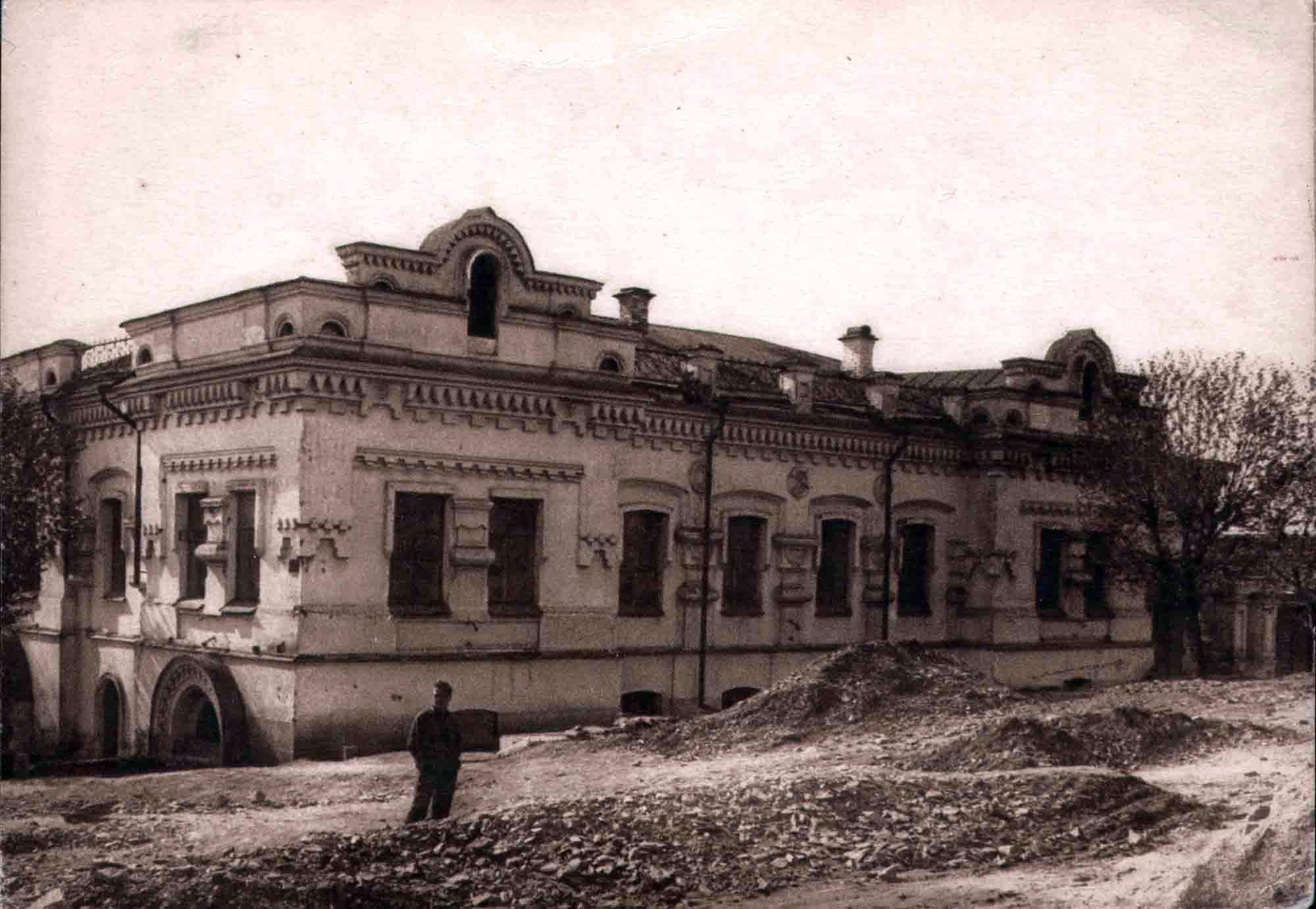
La casa Ipatiev, lugar del Asesinato de la familia imperial rusa por los bolcheviques en 1918.

El asesinato de la familia imperial rusa en 1918 por los bolcheviques resultó más tarde en numerosos cargos de crimen ritual y la denuncia de supuestos símbolos de estilo ocultista en la escena del crimen de varias fuentes·· citando referencias a la cábala. El descifrado de los símbolos aclararía el objetivo del asesinato ritual. Los resultados de la encuesta sobre el asesinato fueron publicados, con una imagen de los símbolos, en 1920. El encargado de la encuesta, el magistrado Nikolaï Sokolov, juez en el tribunal de Omsk, publicó igualmente los símbolos en su libro. En 2017, la justicia rusa abrió la investigación sobre las circunstancias del crimen, incluida la acusación de asesinato ritual.

### Asesinatos rituales masivos por la Cheka

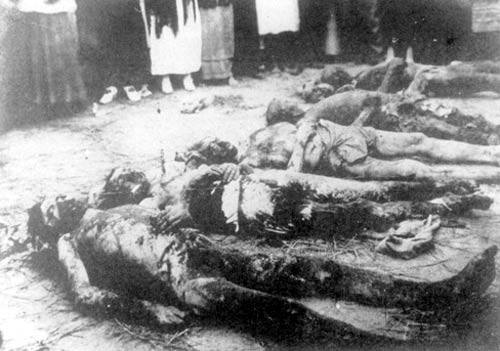
Cadáveres mutilados por la Cheka en República Soviética de Ucrania, 1918.

En agosto de 1919, el cuerpo expedicionario del Ejército Popular de Ucrania se hizo cargo provisionalmente de la ciudad de Kiev de los bolcheviques de la República Socialista Soviética de Ucrania, dando lugar a una comisión de investigación de Rohrberg que describió el edificio Cheka y mencionó el descubrimiento de fosas comunes con cuerpos destripados, otras con extremidades cortadas, algunas reducidas a pedazos, otras con ojos rasgados y la cabeza, la cara y el cuello cubiertos de heridas profundas, otra con una cuña profunda en el pecho, algunas sin lengua y en el hoyo, cantidad de brazos y piernas que revela mutilaciones rituales con símbolos ocultos masónicos grabados en la carne··. Las mutilaciones también están documentadas por el historiador Sergei Melgunov.

## Asesinatos rituales

### En África

#### Albinismo

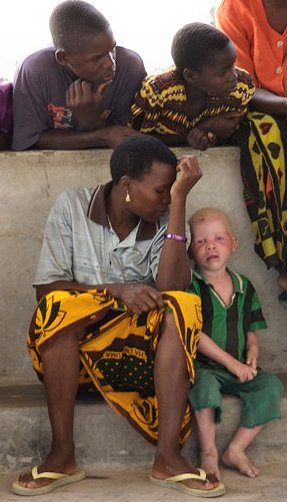
Niño albino en Tanzania

A principios del siglo XXI, había crímenes rituales en Uganda, Sudáfrica, Nigeria, de alrededor de 200 a 300 por año. Los albinos son un grupo particularmente afectado; según Naciones Unidas, más de 80 albinos fueron asesinados en Tanzania entre 2000 y 2019 y hubo al menos 18 asesinatos en Malawi de 2014 a 2019. El fenómeno también afecta a Mali, Gabón, Congo y Camerún. El fenómeno en el mundo moderno también está asociado con el tráfico de órganos.

#### Los niñoszouhrisen el Magreb
En el Magreb, los niños zouhris suelen ser niños pelirrojos con ojos azules o rubios con ojos claros y deben presentar una línea continua que cruza la palma de la mano. Los autóctonos bereberes son caucasoides, de los que el 10 % todavía muestran ese fenotipo. Se dice que estos niños Zouhri son "afortunados" porque permitirían realizar milagros y, en particular, descubrir tesoros enterrados. Estos niños zouhris son sistemáticamente buscados, secuestrados y sacrificados para hacer una ofrenda a los genios "djinns" que son los guardianes de los tesoros.. En Francia en 2022, en el asesinato de Lola Daviet, una niña francesa rubia de ojos azules, algunos llegaron a acusar a la asesina argelina de tener este móvil.

#### Otros asesinatos rituales

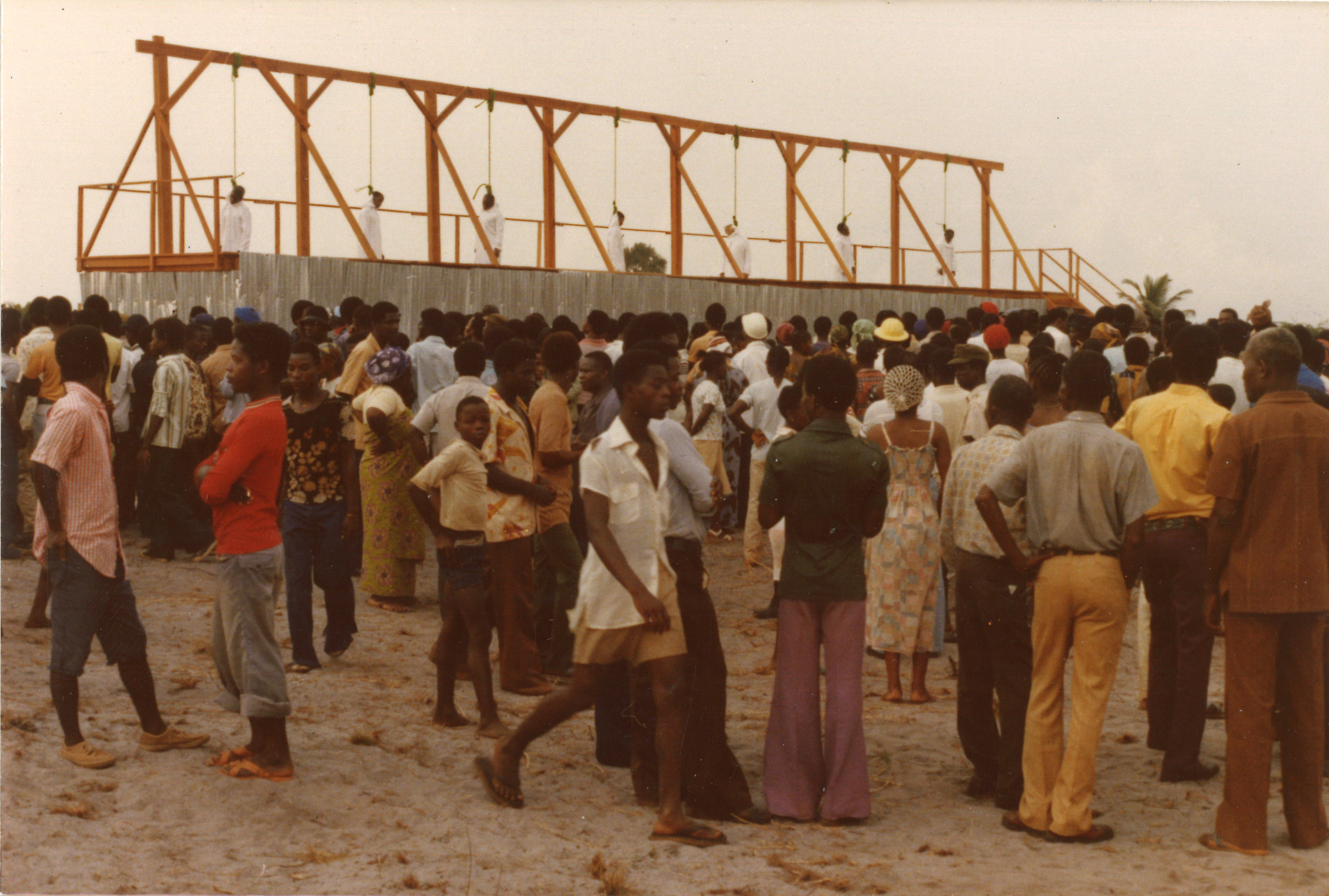
Ahorcamiento de los "Sietes de Harper", Liberia - 16 de febrero de 1979, culpables de asesinatos rituales

Los asesinatos rituales de Maryland fueron una serie de asesinatos rituales que ocurrieron alrededor de Harper, Condado de Maryland, Liberia en la década de 1970. Los crímenes han sido considerados como "el caso de asesinatos rituales más notorio de Liberia" debido al número de asesinatos, la participación de altos funcionarios del gobierno y sus posteriores ejecuciones públicas.
En el África subsahariana, "la práctica de matanza ritual y sacrificio humano sigue teniendo lugar en contravención de la Carta Africana de Derechos Humanos y de los Pueblos y otras instrumentos de derechos humanos. " En el siglo XXI, estas prácticas se han informado en Nigeria, Uganda, Suazilandia, Liberia, Tanzania, Namibia y Zimbabue, así como Mozambique, y Malí. Esta es la práctica de extraer partes del cuerpo, sangre o tejido de un niño que aún está vivo.
En 2014 en Nigeria, el bosque del terror de Ibadán fue descubierto.

### En Asia
En Singapur en 1988, el descubrimiento de los asesinatos rituales de Toa Payoh en relación con el guru Adrian Lim, adorador entre otros de la diosa Kali, causó un escándalo mediático.

### En América

#### América del Norte
En 1969, el asesinato de Sharon Tate por la pandilla de Charles Manson fue calificado como ritual.
En México en 1989, el líder de la pandilla Adolfo Constanzo organizó asesinatos rituales.

#### América del Sur
En Brasil, en el caso de los niños castrados en Altamira, estos niños fueron secuestrados, mutilados y asesinados entre los años 1989 y 1993. Según la justicia de Pará, los crímenes se cometieron durante los rituales de satanismo y magia negra promovidos por la secta Lineal Universal Superior , una organización mística que entre otras cosas cuestionaba la idea occidental de la divinidad.
La Fiscalía de Paraná acusó a Beatriz Cordeiro Abagge y a su madre, Celina Abagge, de mentoras del secuestro y muerte de Evandro en 1992 (en caso Evandro) para utilizar el cuerpo en un ritual de magia negra.
En 2001 estalló el Caso de Ouro Preto (Brasil), según la fiscalía, una joven, Aline, habría sido asesinada por tres jóvenes habitantes de la República Sonata, donde las jóvenes se hospedaron para la fiesta. La causa del crimen sería un juego de RPG, que Aline habría perdido, siendo punida con la muerte, en concreto una muerte ritual, en consonancia con preceptos satánicos, lo que más tarde no fue comprobado.
Silvia Meraz Moreno es una asesina serial y líder sectaria mexicana condenada por el asesinato ritual de tres personas entre el 2009 y el 2010, en Nacozari, Sonora. Los asesinatos se dieron en medio de asesinatos rituales a la Santa Muerte.
En 2013 en Chile fue quemado vivo un bebé de pocos días porque la secta a la que pertenecía la madre creía que era el anticristo.

### En Europa

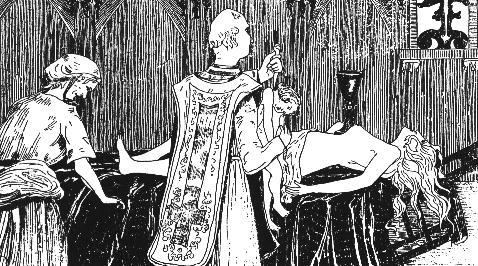
Asunto de los venenos: Étienne Guibourg celebrando una misa negra con asesinato ritual de un niño sobre el cuerpo de Madame de Montespan, en presencia de La Voisin

En 1680, el asunto de los venenos fue juzgado en Francia. En 1970 en Tenerife, Canarias el caso Alexander fue calificado de matanza ritual.
Hay algunos casos criminales que han sido etiquetados como satanismo: por ejemplo, en 1993, el asesinato de Sandro Beyer en Alemania por un grupo satanista·. La razón mucho más prosaica podría ser un triángulo amoroso.
En 2001, en Alemania, el asesinato de Frank H. por parte de la pareja Ruda dentro de la escena satanista, fue descrito como un ritual··.

## En la cultura popular
- El tebeo La Vilaine Lulu, publicado en 1967 por Yves Saint Laurent y presentando asesinatos rituales perpetrados por "Lulu la mala".[59]
- La novela autobiográfica oculta de Franz Bardon,  Frabato el Mago (1979), habla de los rituales satanistas y los asesinatos rituales de una logia masónica de la ciudad de Dresde, la "Orden Masónica de la Centuria de Oro", y las acciones del mago Frabato para contrarrestarla.
- La novela El hermano de sangre (2007) de la serie de novelas del comisionado Antoine Marcas, un policía masón, de Éric Giacometti y Jacques Ravenne, cuenta los asesinatos rituales de un presunto masón de alto grado iniciado a un "grado masónico en relación con la venganza".
- Miguel Alcíbar, El horrible crimen ritual de la calle Tribulete, (2004).
- Sherlock Holmes (película de 2009): En 1891, Londres, el detective Sherlock Holmes y su socio y compañero el Dr. John Watson corren para evitar el asesinato ritual de una mujer por Lord Henry Blackwood, que ha matado a otras cinco mujeres jóvenes de forma similar. Ellos detienen el ritual antes de que el Inspector Lestrade y la policía llegasen a detener Blackwood.
- El silencio de la ciudad blanca es una novela literaria policíaca española de 2016 escrita por Eva García Sáenz de Urturi.[60] La novela está ambientada en Vitoria, en 2016. Hace veinte años, unos trágicos crímenes rituales provocaron el pánico entre la ciudad y la provincia hasta que un famoso arqueólogo fue acusado y condenado a prisión. Pero cuando está a punto de salir, los crímenes vuelven a reanudarse con el mismo modus operandi: las víctimas aparecen expuestas en número par con unas flores conocidas como eguzkilores en lugares históricos de la ciudad. Todas las víctimas tienen una edad múltiplo de 5 y apellidos compuestos alaveses.
- Nothing Lasts Forever (The X-Files) (2018): en este episodio de la serie The X-Files, Fox Mulder y Dana Scully se sienten atraídos por el caso porque la evidencia sugiere que fue un asesinato ritual. La policía descarta las especulaciones de Mulder y cree que los asesinatos están relacionados con el robo de órganos, señalando que a uno de los cirujanos se le revocó su licencia médica y estaba asociado con la mafia rusa. Reunidos en una iglesia, los agentes debaten brevemente sobre la naturaleza de la fe. Scully confirma que se han tenido en cuenta todas las donaciones de órganos legales, mientras que Mulder no ha encontrado rastros de ventas ilegales en la Dark web. Mulder relaciona el mensaje del asesino con un salmo sobre la venganza de Dios y advierte que las barras de hierro que coinciden con la forma distintiva del arma homicida han sido retiradas de la cerca de la iglesia. Debido a esto, Mulder llega a creer que los asesinatos son impulsados por la ira divina en lugar de la adoración demoníaca.